# Cerkev sv. Frančiška Paolskega, Neapelj
Cerkev sv. Frančiška Paolskega je ugledna cerkev, ki stoji na zahodu na Piazza del Plebiscito, glavnem trgu v Neaplju v Italiji. Gradnja se je začela leta 1816 in končala leta 1846.
V začetku 19. stoletja je neapeljski kralj Joachim Murat (Napoleonov svak) načrtoval celoten trg in veliko stavbo s stebrišči kot poklon cesarju. Ko je bil Napoleon končno odposlan na Sveto Heleno, so bili Bourboni ponovno postavljeni na neapeljski prestol. Ferdinand I. je nadaljeval gradnjo - dokončano leta 1846 - vendar je končni izdelek spremenil v cerkev, ki jo vidimo danes. Posvetil jo je svetemu Frančišku Paolskemu, ki je v 16. stoletju bival v samostanu na tem mestu.
Cerkev spominja na Panteon v Rimu. Na sprednji strani fasade je portik, ki se opira na šest stebrov in dva jonska stebra. V notranjosti je cerkev krožna z dvema stranskima kapelama. Kupola je visoka 53 metrov. Portik je delo neapeljskega arhitekta Leopolda Laperute, glavno stavbo pa švicarski arhitekt Pietro Bianchi.

## Zunanjost
Cerkev se odpre v središču stebrišča trga Piazza del Plebiscito, ki ga je zasnoval Leopoldo Laperuta. Portik trga, podprt z dorskimi stebri, opisuje pol-elipso, ki jo na daljših straneh omejujejo stavbe Salerna in nekdanja Foresteria; nasproti sta konjeniška kipa Karla III. in Ferdinanda I., prvi je delo Antonia Canove, medtem ko ima drugi konja Canove in viteza kiparja Antonia Calìja.
Pred fasado templja, v središču polcikla, je kratko stopnišče iz carrarskega marmorja, značilen pa je pronaos s šestimi stebri v jonskem redu še vedno iz carrarskega marmorja, ki ga je obdelal Carlo Beccalli, in dva stranska stebra, ki podpirata arhitrav, na katerem je vgraviran napis:
»D.O.M.D. FRANCISCO DE PAULA FERDINANDUS I EX VOTO TO MDCCCXVI«
Nad arhitravom stoji trikotni timpanon, na katerem je na levi kip sv. Frančiška Paolskega Giuseppeja Del Nera, na desni kip sv. Ferdinanda Kastiljskega in na vrhu kip Religije, zadnja dva je izklesal Heinrich Konrad Schweickle.
Vhod v notranjost bazilike omogočajo trije portali, od katerih je osrednji razdeljen na šest prekatov, kjer so upodobljeni otvoritev cerkve s strani Ferdinanda II., križ, grb sv. Frančiška in dva prizora iz življenja svetnika.

## Notranjost
| 1. Atrio 2. Kapela sv. Zakramenta 3. Kapela duš iz vic 4. kupola 5. I Kapela 6. II Kapela 7. III Kapela 8. Apsida 9. III Kapela 10. II Kapela 11. I Kapela | tloris |

Notranjost ima številne kipe: San Giovanni Crisostomo Gennara Calìja, sv. Ambrož Tita Angelinija, sv. Luka Antonia Calìja, sv. Matej Carla Finellija, sv. Janez Evangelist Pietra Teneranija, sv. Marko Giuseppeja de Fabrisa, sv. Avguštin Tommasa Arnauda in Sant'Attanasio Angela Solani.
V kapelah na desni najdemo naslednje oltarne slike: San Nicola da Tolentino in Sveti Frančišek Paolski prejme steblo ljubezni od angela, Nicola Carta, Zadnje obhajilo San Ferdinando di Castiglia Pietra Benvenutija, Transit di St Joseph Camilla Gerra, Brezmadežno spočetje in smrt Sant'Andrea Avellina Tommasa de Vivo.
Pred glavnim oltarjem je delo Anselma Cangiana iz leta 1641, preneseno sem leta 1835 iz cerkve Svetih apostolov. V apsidi je slika sv. Frančišek Paolski oživlja mrtveca, delo Vincenza Camuccinija. V zakristiji je Brezmadežno spočetje Gaspareja Landija in Jezusovo obrezovanje Antonia Campija

## Hipogej
Pod baziliko sv. Frančiška Paolskega je več kot tisoč kvadratnih metrov velik hipogej. To podzemno okolje se razveja med tuneli in hodniki okoli ogromne krožne sobe z obokom, podprtim z gobasto strukturo, ki ima na splošno enake dimenzije kot zgornja cerkev.
Veličastnost in arhitekturna kakovost teh ogromnih prostorov, osvobojenih ruševin med obnovo, ki je potekala leta 2018, nakazujeta, da je bil hipogej namenjen, ko bodo njegovi okraski končani, za namestitev grobnic Bourbonov, do takrat v baziliki Santa Chiara; teorija, za katero se zdi, da najde potrditev tudi v besedah nekaterih avtorjev iz 19. stoletja, kot so arhitekt Camillo Napoleone Sasso, Chiarini in Eugenio Balbi. Razlogi, ki so preprečili uresničitev projekta, pa ostajajo neznani; obstaja domneva, da so se vladarji premislili zaradi dejstva, da je bila cerkev Santa Chiara zgodovinsko bolj povezana z rodbino Bourbonov in da je kmalu zatem združitev Italije dokončno končala vse namere.